# Földi Ottó
Földi Ottó (névvariáns: Földy Ottó) (Budapest, 1931. november 6. – Budapest, 2017. október 7.) a Magyar Rádió bemondója és műsorvezetője.

## Életpálya
A hatvanas évek elején színészként kisebb szerepeket játszott a budapesti Petőfi Színházban, a Veszprémi Petőfi Színházban és az Állami Déryné Színházban. 1967-től  a Magyar Rádió bemondója. 

„Rögös úton kerültem ide, korábban a néphadsereg művészegyüttesében énekeltem, majd színészként dolgoztam. Egyszer behívtak színészmeghallgatásra a Rádióba, s itt ragadtam. Csodálatos dolog a rádió, amolyan családtag az otthonokban…A legnehezebb az, hogy mindig jókedvűen üljünk a mikrofonok elé, a családi, az otthoni gondokat hagyjuk a kapun kívül.”

 Egyike volt azoknak, akik megújították a rádió hangvételét, különösen kedveltek voltak közvetlen stílusban vezetett élő, zenés műsorai. Az 1980-as évektől pályája végéig, a 2000-es évek elejéig a Petőfi Rádió zenés délutánjának és éjszakai műsorának házigazdájaként is ismerték. Gyakran foglalkoztatta a Magyar Televízió is. Narrátorként és reklámokban hallhattuk. 1989-ben nívódíjat kapott a Zenerulett, az Éjszakai klub és a Slágerlista című műsorokban végzett műsorvezetői munkájáért.

## Rádiós munkáiból
- Zenerulett – műsorvezető (Petőfi Rádió)
- Éjszakai klub – műsorvezető (Petőfi Rádió)
- Slágerlista – műsorvezető (Petőfi Rádió)
- A bemondó emlékei. Földi Ottó gondolatai – (Kettőtől ötig – Zeneszerda című összeállításban – Petőfi Rádió)

## Színházi szerepeiből
- Ránki György – Hubay Miklós – Vas István: Egy szerelem három éjszakája.... Boldizsár (Petőfi Színház 1961.01.12)
- Mándy Iván: Mélyvíz.... Ázottképű (Petőfi Színház 1961.12.07.)
- Molnár Ferenc: Az üvegcipő.... Cigányprímás; Rendőrorvos  (Petőfi Színház 1962.01.18 )
- Aszlányi Károly – Karinthy Ferenc – Romhányi József: A hét pofon.... Második angol úr (Petőfi Színház, 1962.04.05)
- Moldova György:Légy szíves Jeromos .... A másik Kovács  (Petőfi Színház, 1962.09.28)
- Molnár Ferenc: Liliom.... Az esztergályos (Petőfi Színház, 1963.03.26)
- Victorien Sardou – Émile de Najac: Váljunk el!.... Valentin, az inas (Veszprémi Petőfi Színház, 1965.09.17)
- Jókai Mór: Szegény gazdagok – Fatia Negra története.... Juon Táré  (Veszprémi Petőfi Színház, 1965.10.15.)
- Madách Imre: Mózes.... Tiszttartó (Veszprémi Petőfi Színház, 1966.03.04.)
- Friedrich Schiller: Ármány és szerelem.... Wurm, a kancellár magántitkára  (Veszprémi Petőfi Színház, 1966.04.29.)
- William Shakespeare: Othello... Tiszt (Állami Déryné Színház, 1966.10.22.)

## Lemezek
A Petőfi Színház legendásá vált: Egy szerelem három éjszakája című előadásának szereplőjeként, az azonos című nagylemezen is olvashatjuk nevét. (Az album az előadás dalait tartalmazza.):
- (Hubay Miklós – Ránki György – Vas István: Egy szerelem három éjszakája Hungaroton – SHLX 90047)

A P. Mobil együttes: Az "Első" Nagylemez '78 című albumán műsorvezetőként hallhatjuk. A lemez anyaga a Láng Művelődési Központban tartott élő koncert hangfelvételét tartalmazza. (Az est másik fellépője az Apostol együttes volt.) 
- (P. Mobil – Az "Első" Nagylemez '78 – MCDA 87606)